# Cime de Pépin
La Cime de Pépin (in alcune pubblicazioni italiane Cima di Pepino, a volta anche riportato come Mont Pepino) è una montagna delle Alpi Liguri alta 2344 m.

## Storia

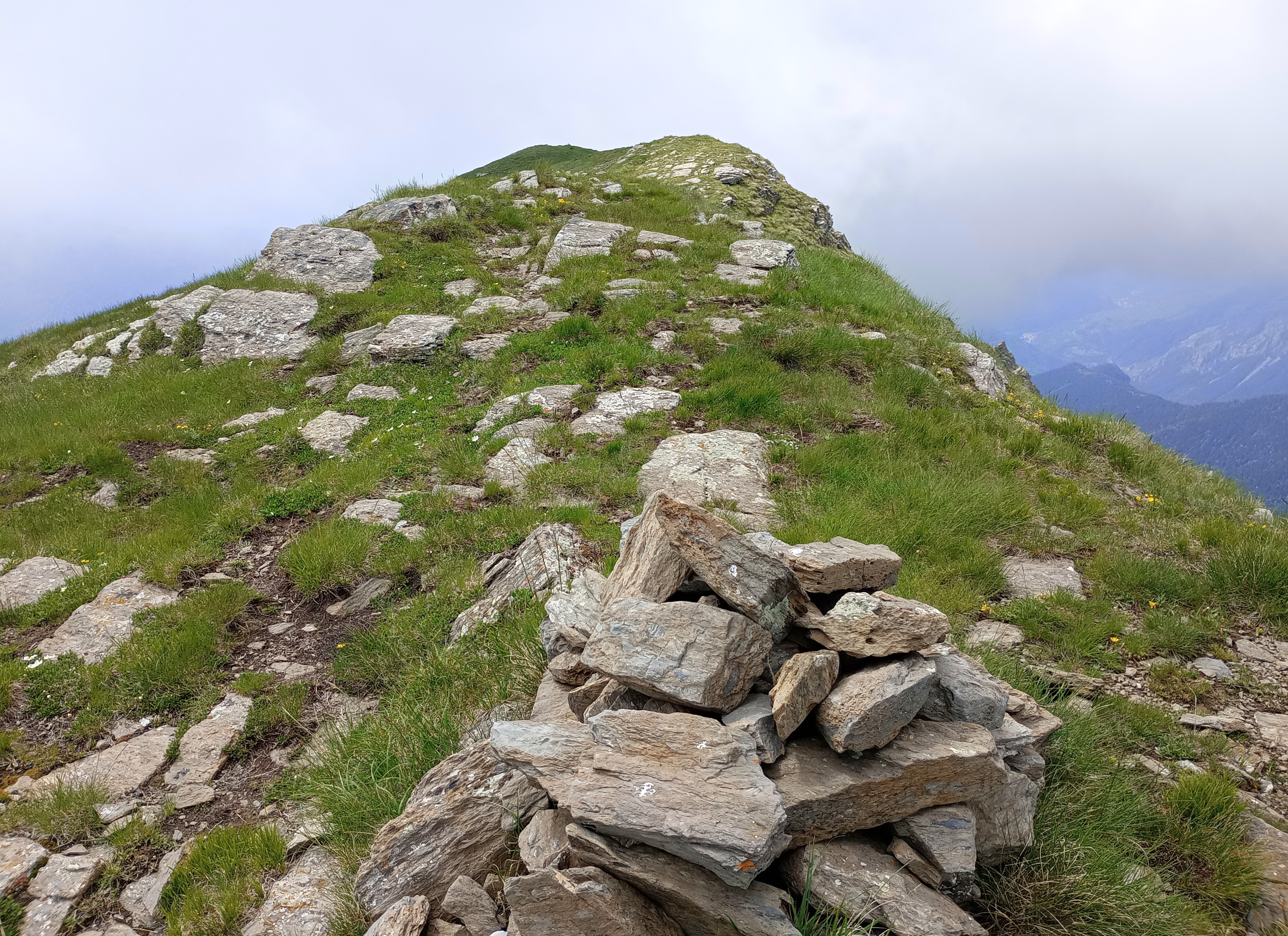
L'ometto sulla cima

Nel tardo Ottocento venne costruito poco a sud della cima della montagna il Forte di Pepino (in francese Fort de Pépin), uno dei sei forti che presidiavano il passaggio alla valle Roja, e che facevano parte della Divisione militare di Cuneo. La montagna e il forte appartengono oggi alla Francia, essendo collocati a sud del crinale spartiacque, perché il trattato di Parigi in questa zona fa transitare il limite tra le due nazioni sul crinale padano/ligure.

## Geografia

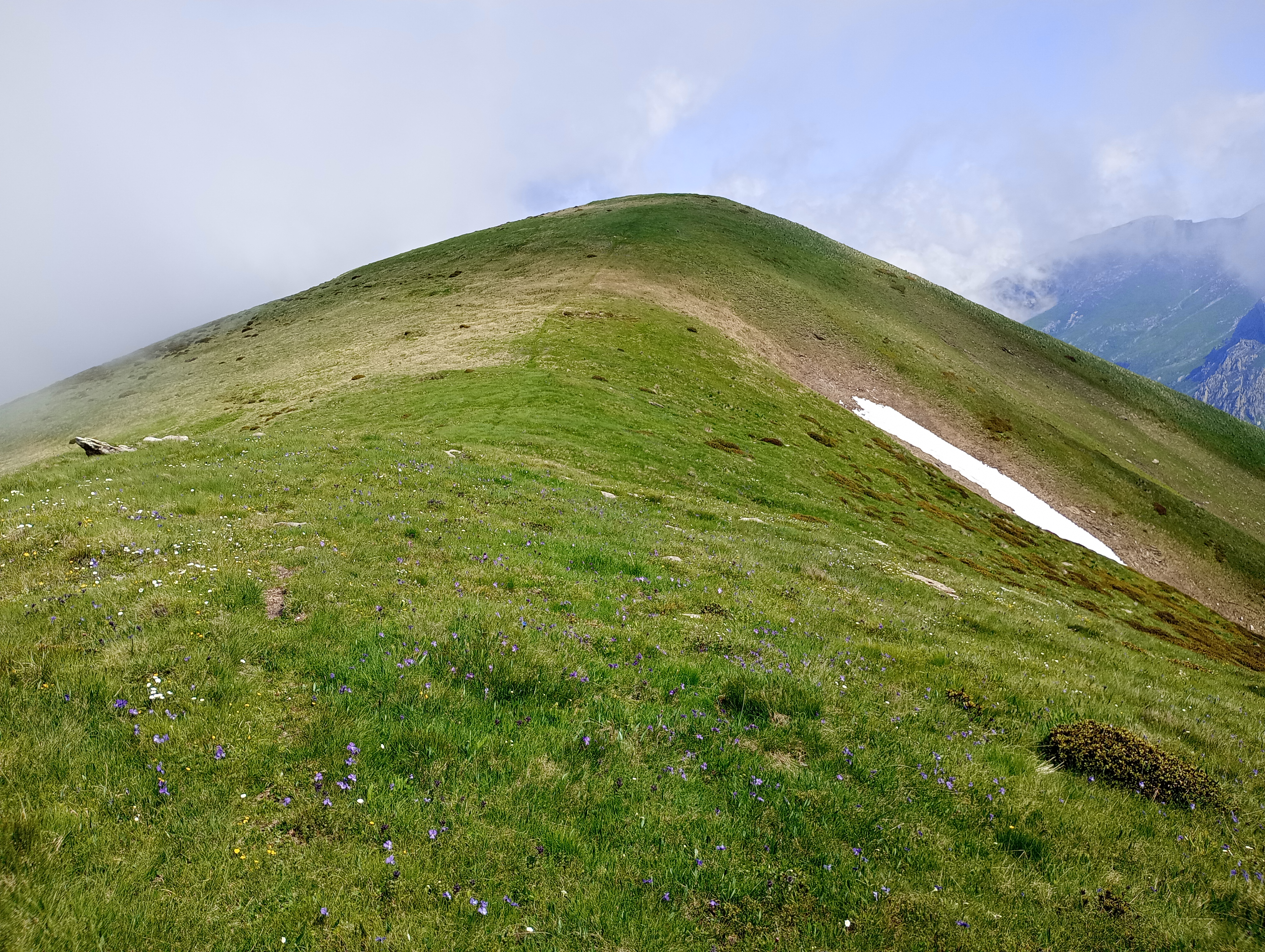
Anticima settentrionale

La Cime de Pépin è collocata a breve distanza dalla catena principale alpina. Costituisce la principale elevazione di un crinale che, partendo dallo spartiacque principale, si dirige verso sud dividendo il Vallon de Vallefreggia (a est) dal Vallon de Framoursoure. Il breve crinale si stacca dalla catena principale alpina in corrispondenza di un rilievo a quota 2336 m. Amministrativamente il monte appartiene al comune francese di Tenda. La prominenza topografica della CiIme de Pépin è di 258 metri. Una breve strada sterrata ne percorre le pendici occidentali e raggiunge il Fort de Pépin, collocato poco a sud della cima.

## Geologia
La montagna è costituita da rocce del Cretacico superiore.

## Accesso alla vetta

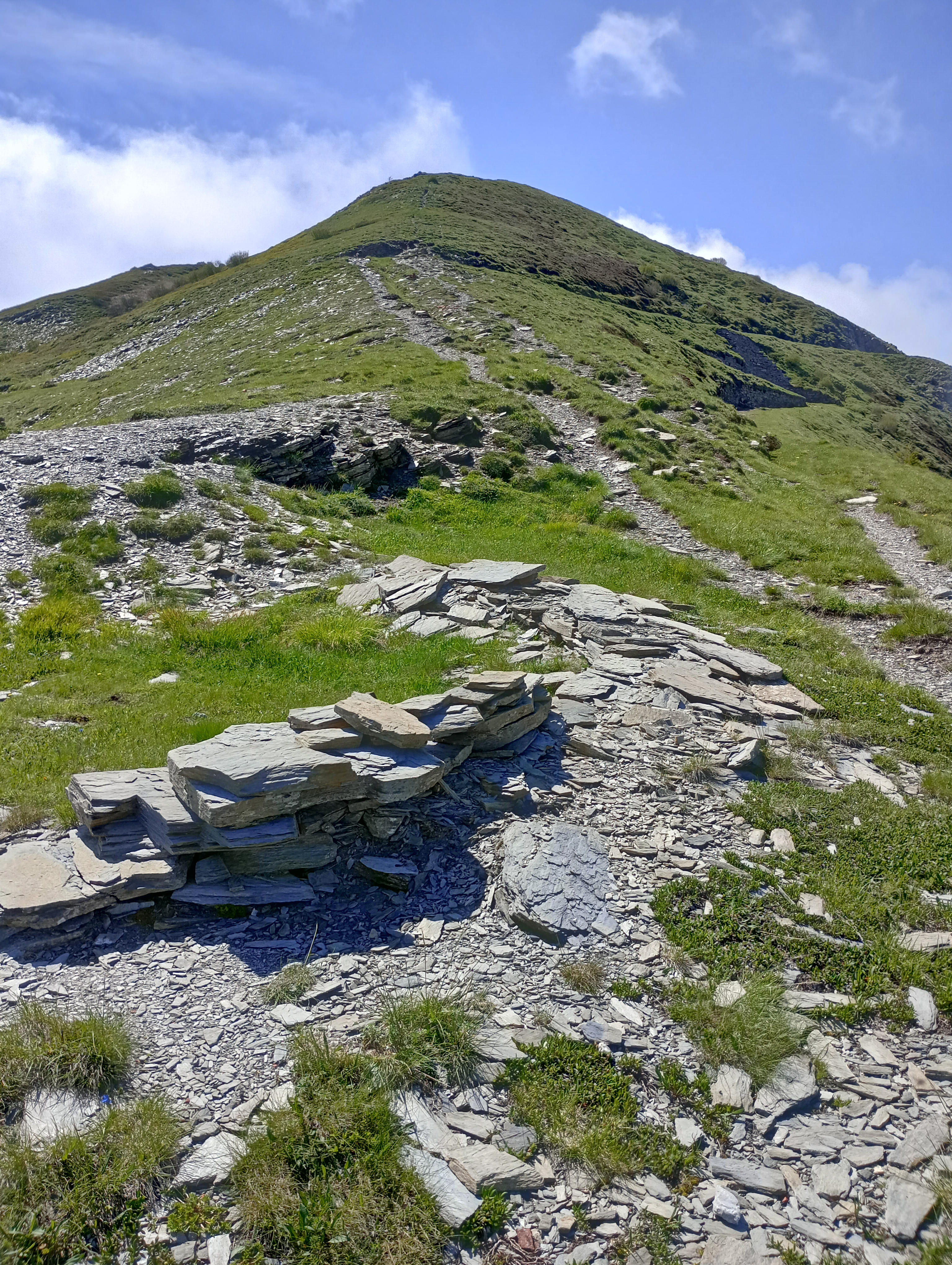
Il crinale nord e l'anticima settentrionale

La Cime de Pépin può essere raggiunta dal Colletto Campanin prima per una ampia mulattiera e poi per un sentierino che percorre l'ampio crinale erboso che la collega con il crinale principale alpino, scavalcandone l'anticima settentrionale a quota 2336 metri e raggiungendone il punto culminante dopo un'ampia sella prativa. Si tratta di un percorso considerato di difficoltà escursionistica di tipo E (escursionismo medio). A sua volta il Colletto Campanin è raggiungibile con la strada ex-militare Limone - Monesi, che la collega con il Colle di Tenda e con Monesi di Triora.

### Cartografia
- Cartografia ufficiale italiana in scala 1:25.000 e 1:100.000, Istituto Geografico Militare.
- Cartografia ufficiale francese, Institut géographique national.
- Carta dei sentieri e stradale scala 1:25.000 n. 16 Val Vermenagna Valle Pesio Alta val Ellero Parco naturale del Marguareis, Ciriè, Fraternali editore.
- Carta in scala 1:50.000 n. 8 Alpi Marittime e Liguri, Torino, Istituto Geografico Centrale.